# Šusaku Nišikava
Šusaku Nišikava (japonsko 西川 周作), japonski nogometaš, * 18. junij 1986.
Za japonsko reprezentanco je odigral 31 uradnih tekem.